# Патология
Патоло́гия (от греч. πάθος «страдание, боль, болезнь» + λογος «слово; понятие; учение») — раздел медицинской науки, изучающий болезненные процессы и состояния в живом организме. Состоит из патологической анатомии, изучающей изменения в строении органов и тканей, вызванные болезненными процессами, и патологической физиологии, изучающей нарушение функций органов и организма в целом при его заболеваниях.
Под патологией также следует понимать болезненное отклонение от нормального состояния или процесса развития, уродливую ненормальность. К патологиям относят процессы отклонения от нормы, процессы, нарушающие гомеостаз, болезни, дисфункции.
В биологии понятие «патология» относится к исследованию структурных и функциональных изменений в клетках, тканях и органах при заболеваниях.

## Медицинская патология
Медицинская патология — наука, изучающая закономерности возникновения, течения и исхода заболеваний и отдельных патологических процессов в организме человека и животных.
Истоки медицинской патологии можно найти в древнем мире, как умозрительное учение о гуморальной (от лат. humor «влага, жидкость») и солидарной (от лат. solidus «плотный») патологии. Первоначально основными методами были наблюдение больного, систематизация и обобщение врачебного опыта. В начале XVII века вошёл в употребление термин «общая патология» для обозначения системы представлений о сущности и причинах болезни.
Изучение причин и механизма развития отдельных заболеваний было предметом частной патологии. В процессе дифференциации медицинских знаний частная патология сохранилась в аспекте научных исследований, но как предмет преподавания включена в соответствующие клинические дисциплины (например, частная патология нервных болезней — в невропатологию).
Метод сопоставления клинических наблюдений с результатами патологоанатомических вскрытий, разработанный Дж. Морганьи, К. Рокитанским и др., обусловил развитие во 2-й половине XVIII века патологической анатомии, выявление материального субстрата многих болезней в виде макро- и микроскопических изменений органов и тканей.
В середине XIX века Рудольф Вирхов предложил теорию целлюлярной патологии («Вся патология есть патология клетки»). Она позволила связать представление о болезни с конкретными изменениями строения клеток и органов и привела к длительному господству анатомо-локалистического подхода к познанию сущности болезни.

## Организации

### Российские и советские
Первые научные общества патологов организованы в Нью-Йорке (1844) и Лондоне (1846). В 1909 создано Общество патологов в Петербурге. Российское общество патологов учреждено в 1922; 1-й Всесоюзный съезд патологов состоялся в Киеве в 1927.

### Международные организации патологов
- Международный союз патологов и клинических лаборантов (с 1947),
- Международный совет обществ патологов (с 1950),
- Международная академия П. (с 1955),
- Европейское общество П. (с 1954).